# رود سارما
رود سارما (به لاتین: Sarma) یک رود در روسیه است که در استان ایرکوتسک واقع شده‌است.